# Bannière de procession

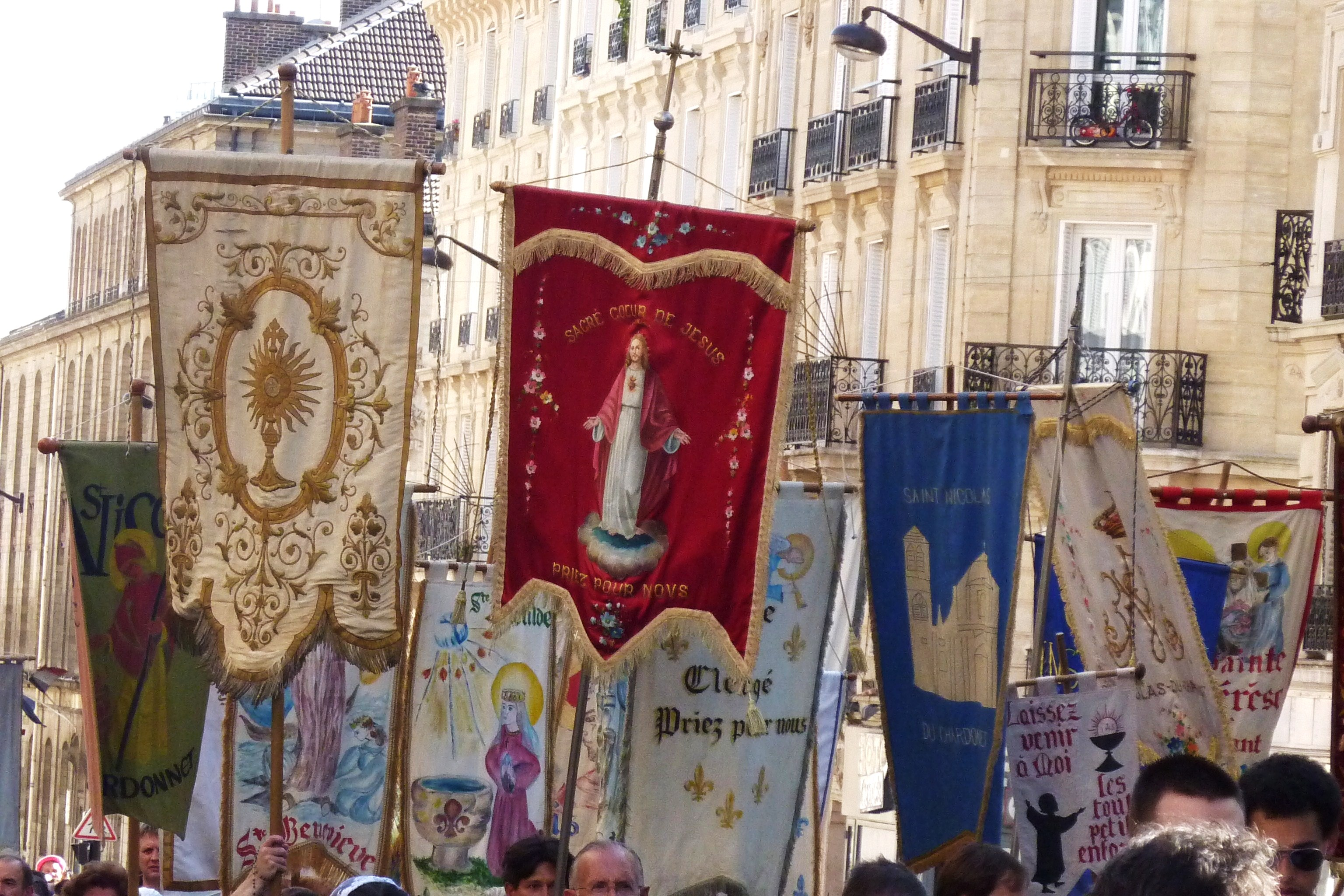
Bannières de procession, lors de la procession de l'Assomption en 2009 à Paris

La bannière de procession ou bannière processionnelle est une pièce de tissu orné en broderie d'un décor et souvent d'inscriptions spécifiques. Bannière, elle est portée dans les processions où elle fait office d'insigne d'identification pour une confrérie religieuse, une paroisse ou une congrégation (gonfalon de …). Elle est en général de forme rectangulaire, suspendue par le petit côté supérieur du rectangle à un bâton horizontal lui-même porté par une hampe. Elle peut comporter des cordons latéraux terminés par des pompons.

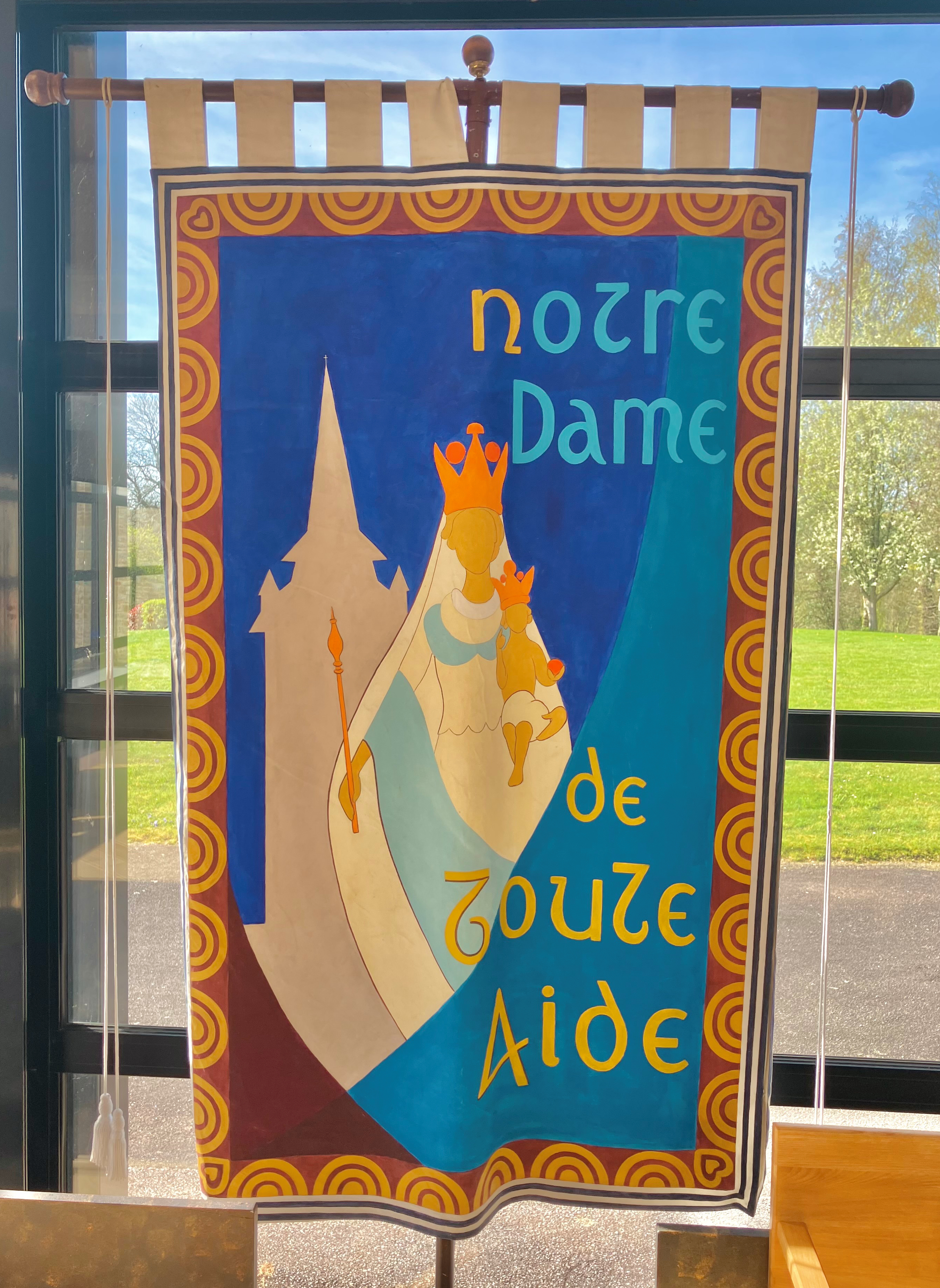
La bannière du sanctuaire Notre-Dame de Toute Aide à Querrien dans les Côtes-d'Armor.

Le port de la bannière en dépit de la difficulté, à cause du poids et des effets du vent, sur de longues distances est un honneur, réglé par les traditions locales, plus particulièrement dans les traditions des églises orientales.
En France les bannières de procession étaient par le passé souvent fabriquées dans des monastères ou des ateliers spécialisés dans la production d'articles religieux. Depuis 1953, en Bretagne, la maison "Le Minor" de Pont-l'Abbé en assure la fabrication, laquelle s'est arrêtée après le concile Vatican II avant de reprendre depuis la décennie 2000. Les dessins en sont désormais beaucoup plus sobres ; ils sont dus à des artistes comme Pierre Toulhoat, André Bouler, Patrick Camus et bien d'autres. Il faut environ trois mois à une brodeuse pour en faire une. La 50e bannière fabriquée par la maison "Le Minor" a été confectionnée en 2020 pour l'église de La Trinité-Langonnet.

## Illustrations

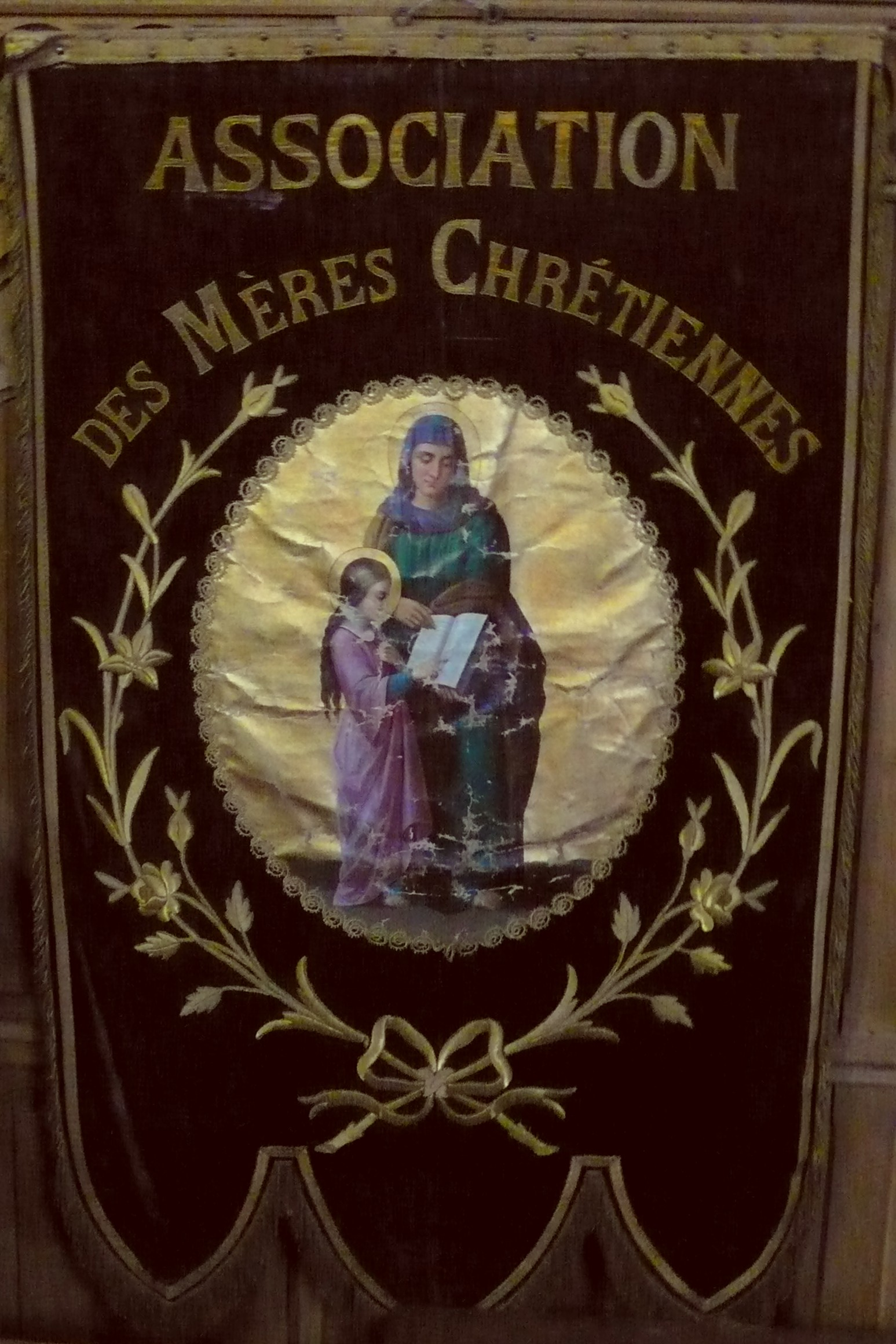
Bannière de l'Association des mères chrétiennes, nord de la France, date inconnue.
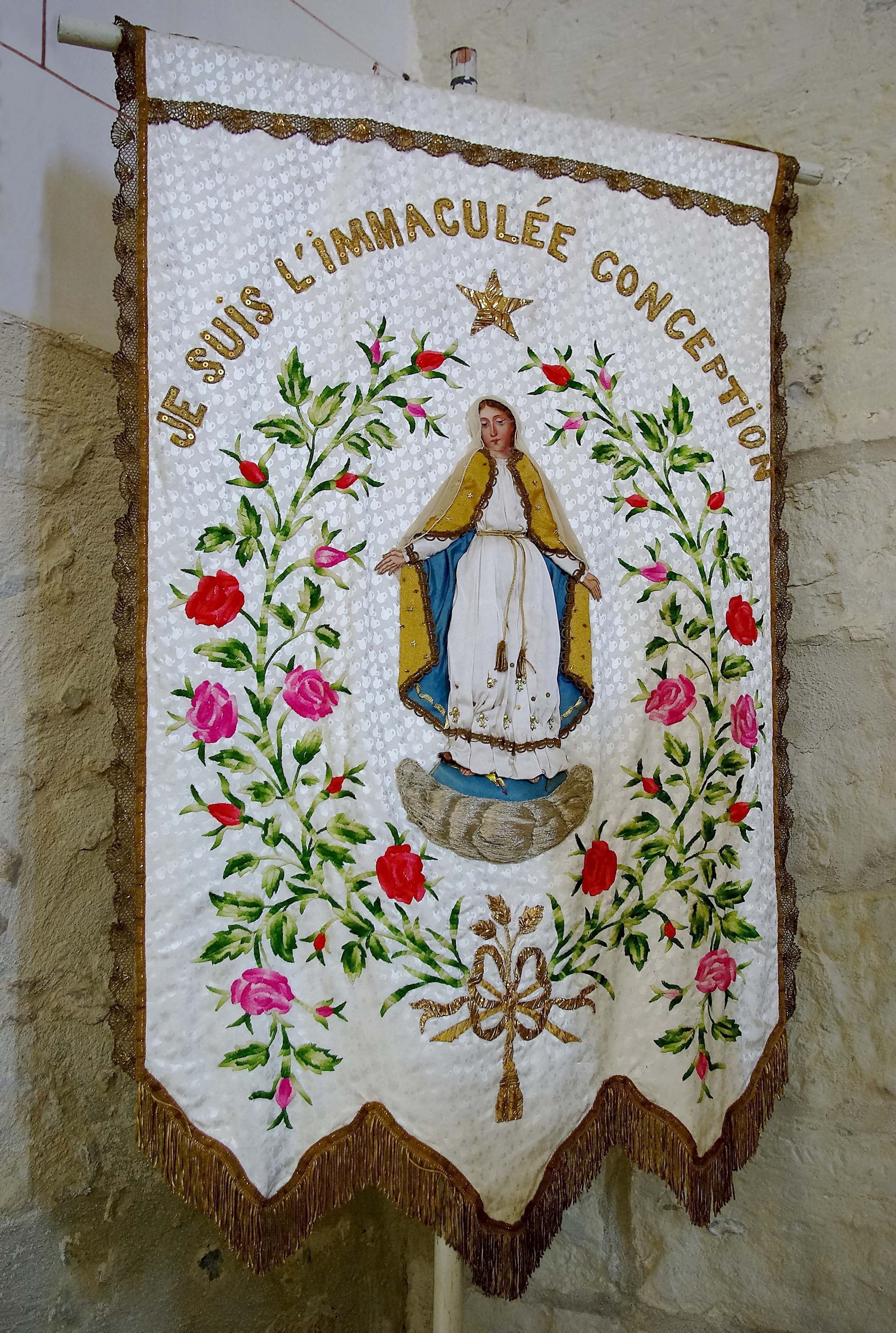
Bannière dans l'église Saint-Vincent de Montboyer (Charente), en 2011.
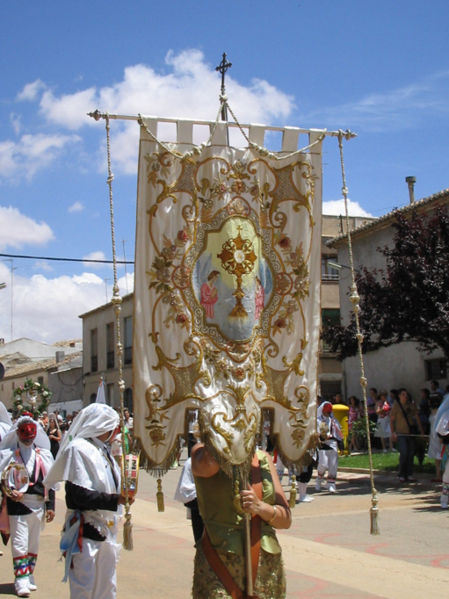
Bannière de la Fête-Dieu à Camañas en Espagne, en 2006.
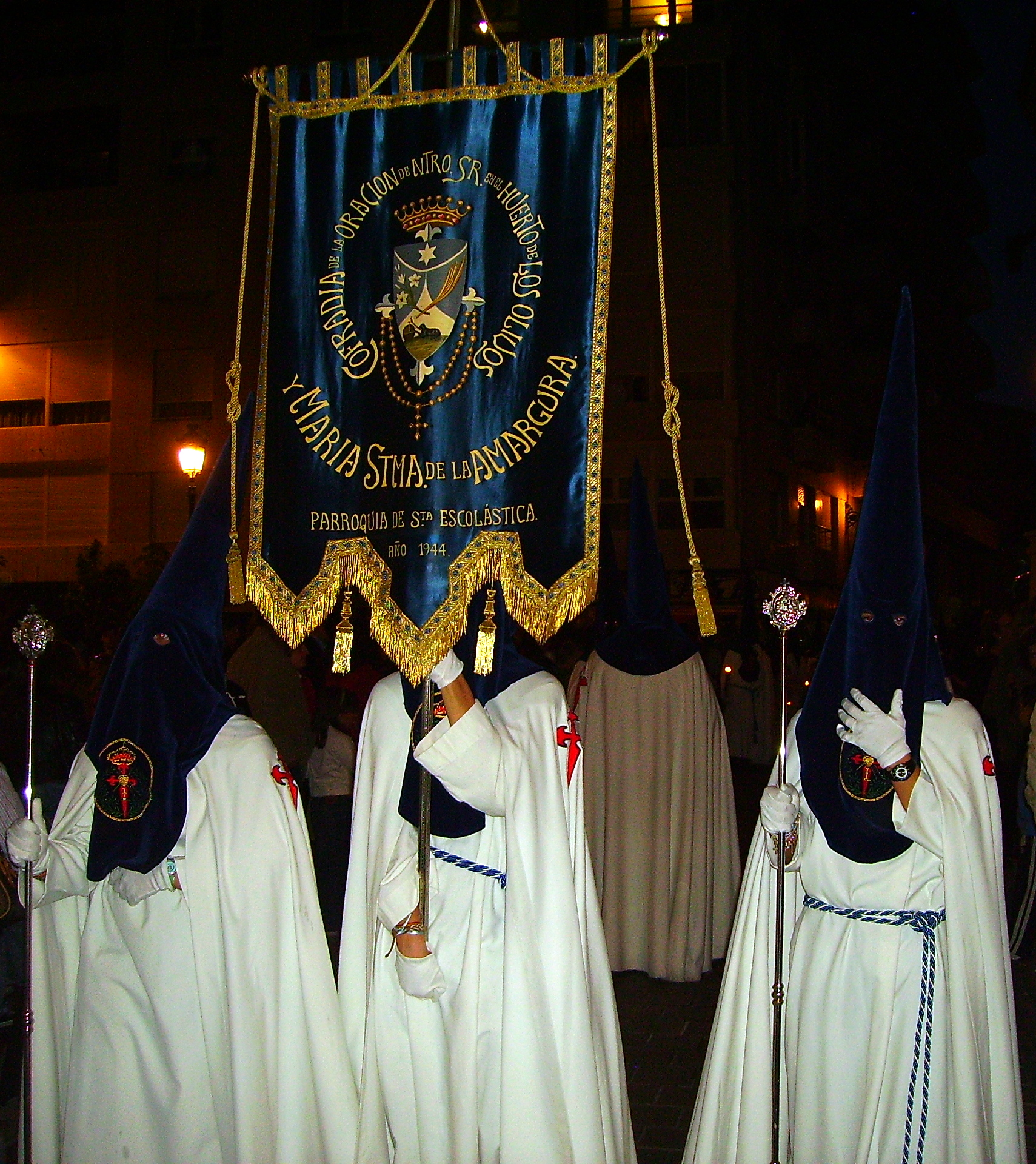
Bannière d'une confrérie de pénitents pendant la Semaine sainte à Grenade en Espagne, en 2009.
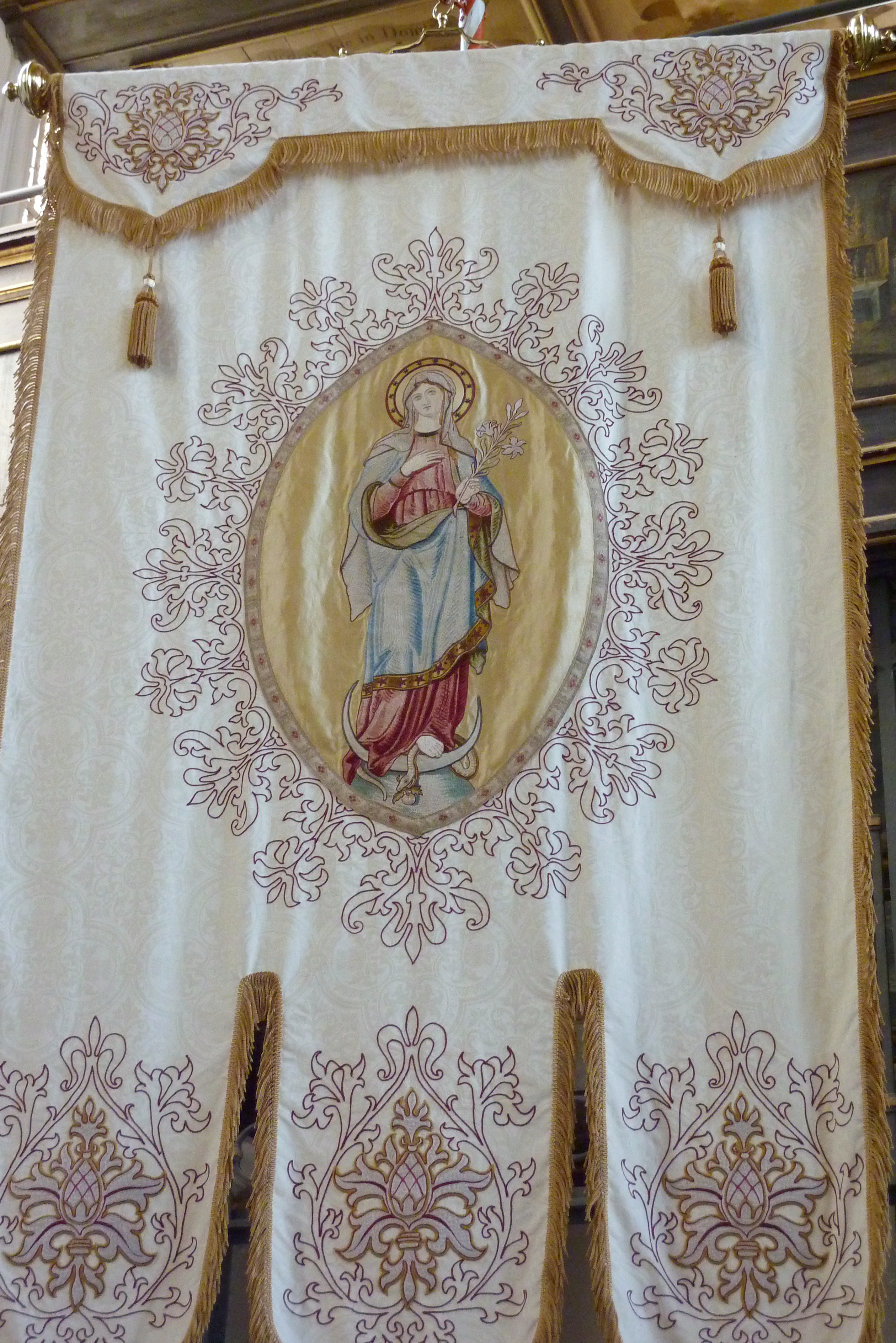
Bannière de procession à l'église Saint-Jacques-et-Saint-Laurent de Biberbach en Bavière.
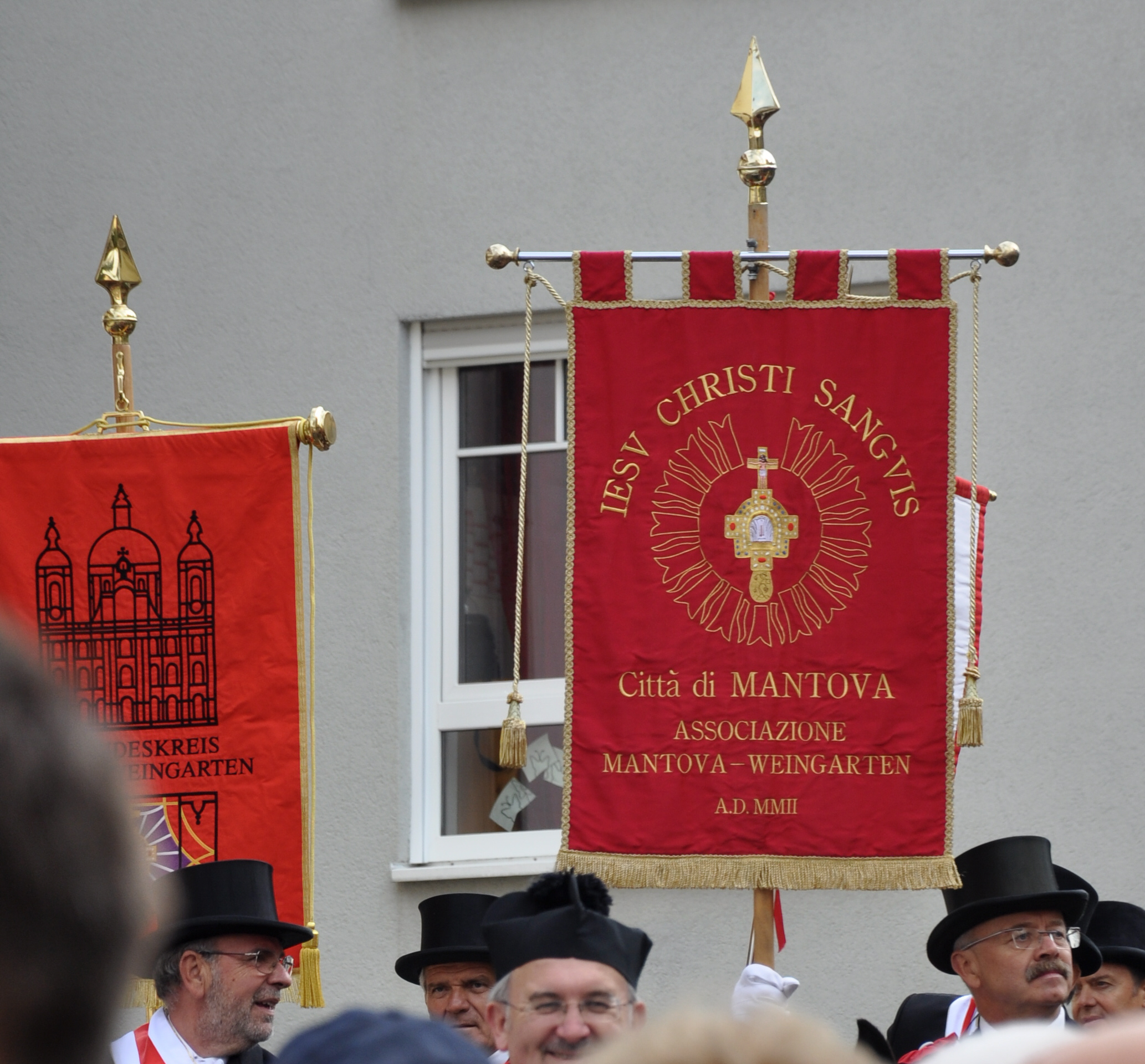
Bannière de l'association catholique de Mantoue à la procession du Saint-Sang à Weingarten en Souabe, en 2011.
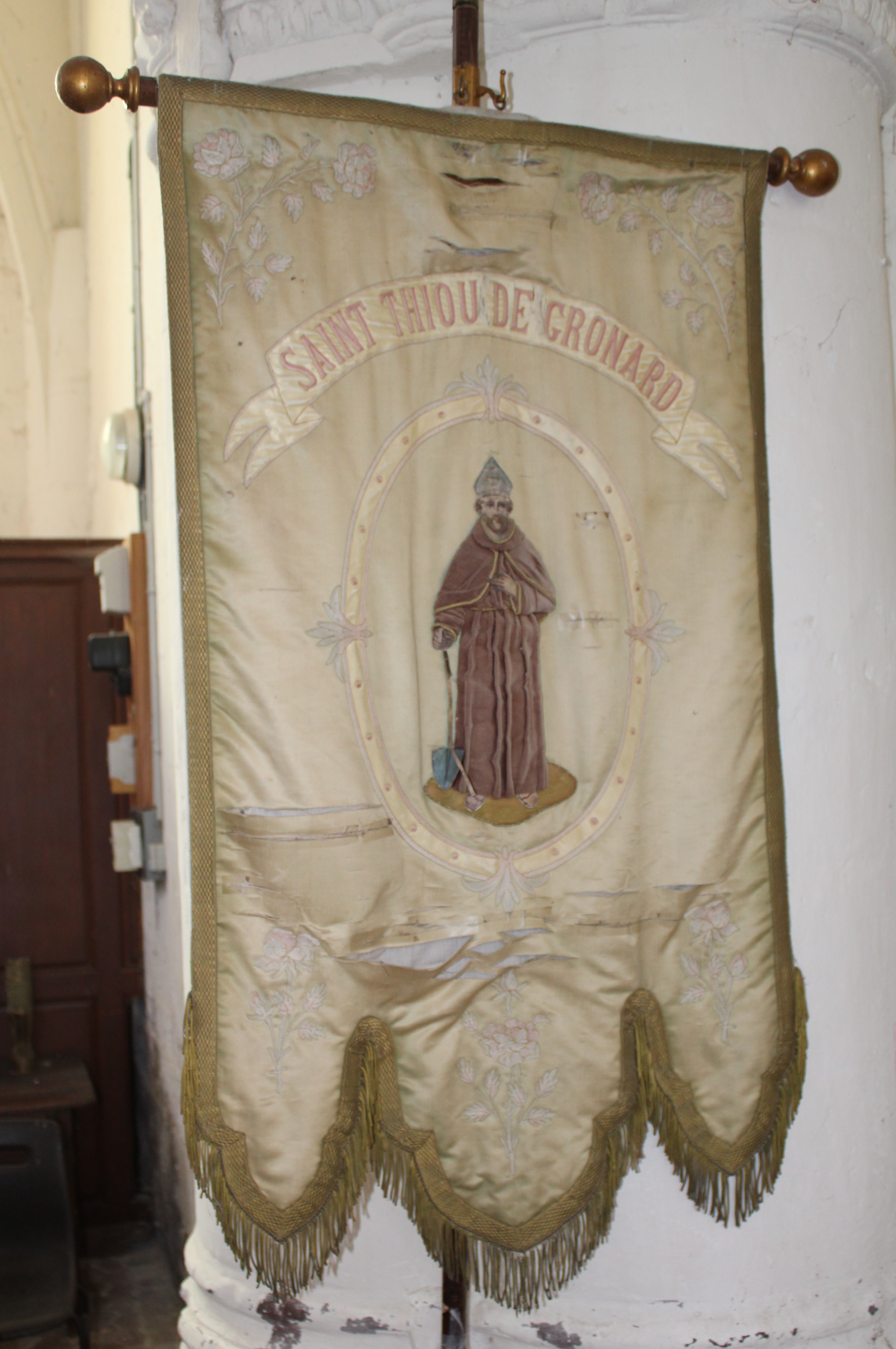
Bannière de Saint-Thiou dans l'église de Gronard (Aisne).
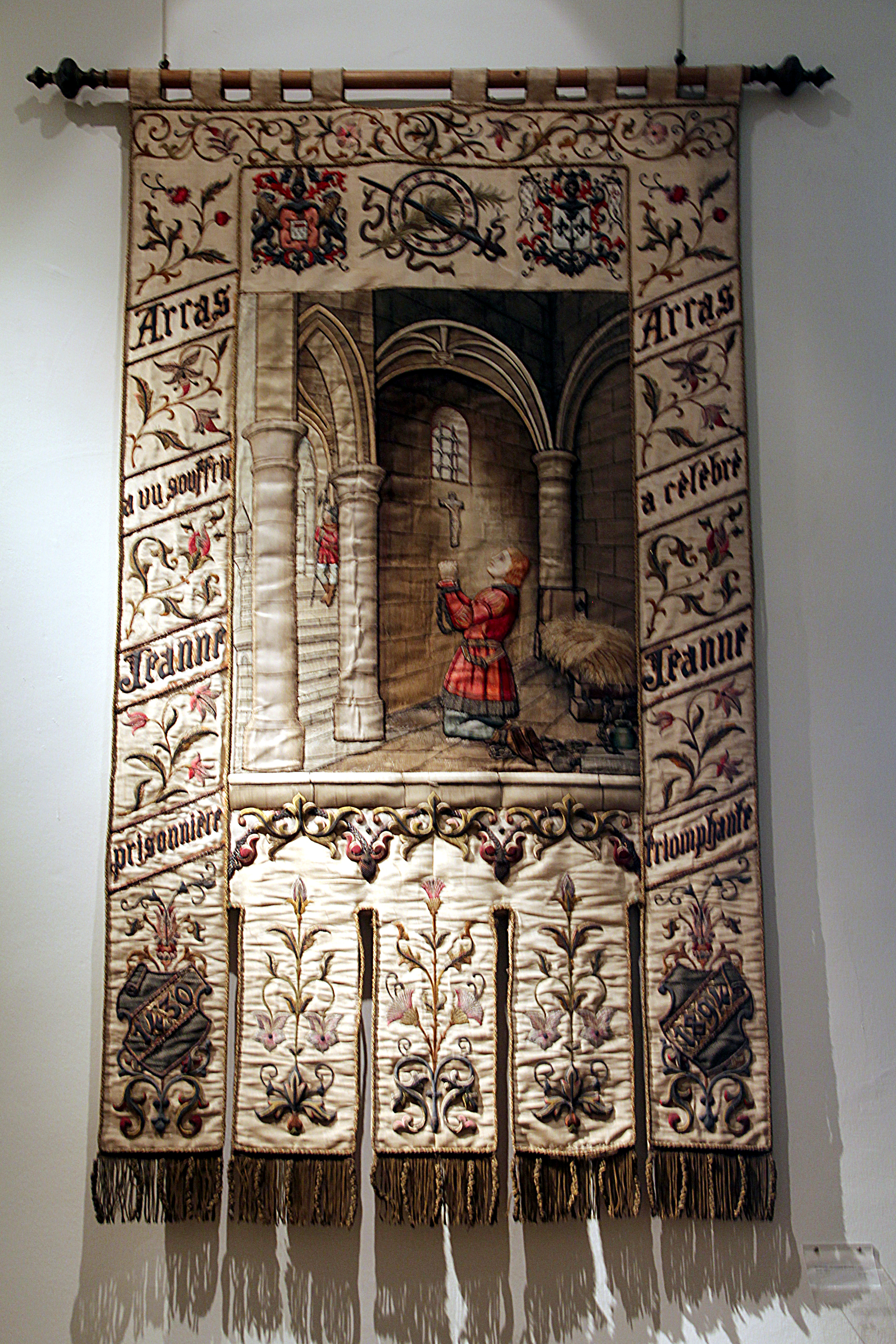
Bannière de procession conservée au musée des Beaux-Arts d'Arras.
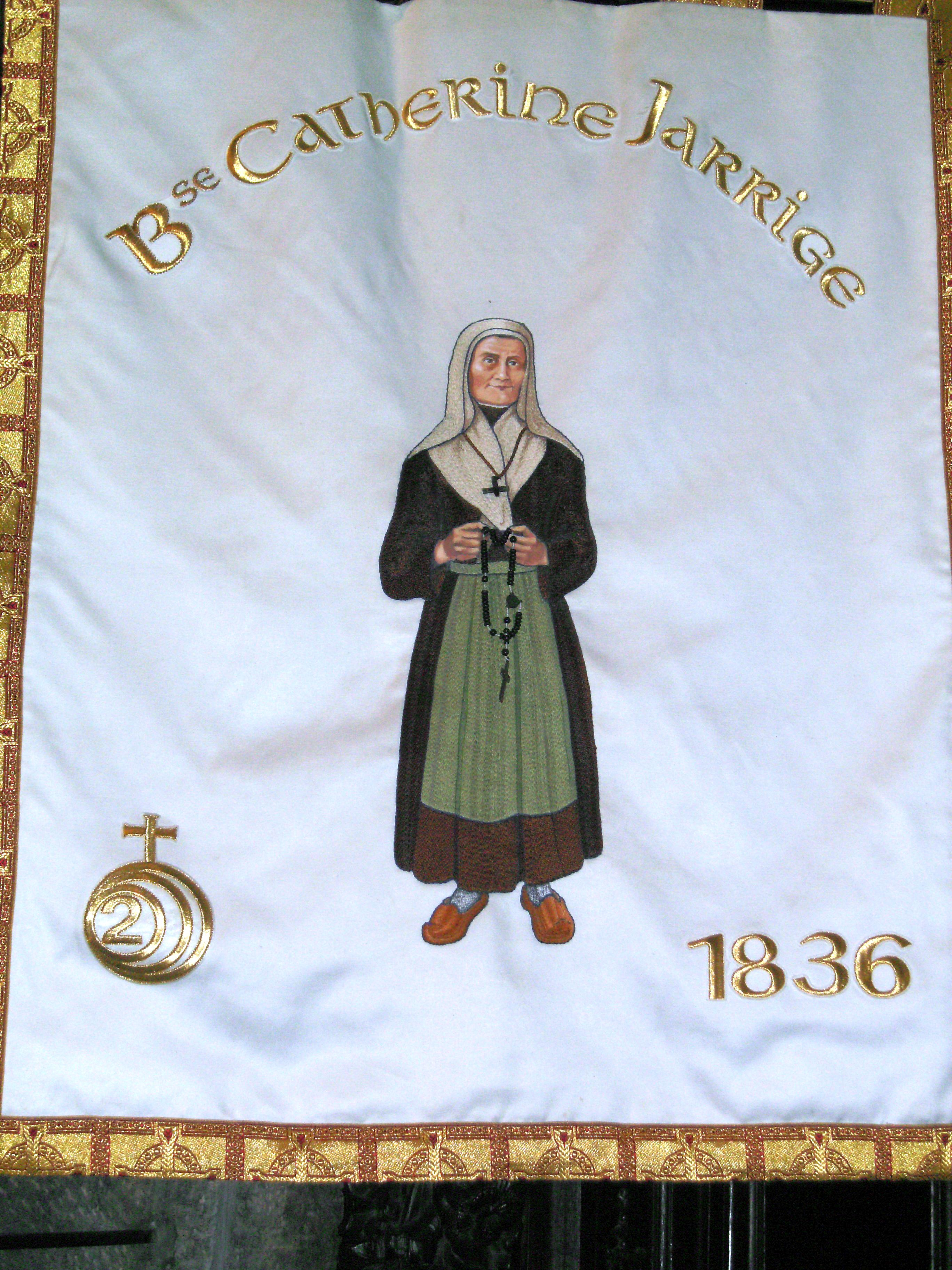
Bannière 2000 Catherine Jarrige.